# Terra-Nova-Nationalpark
Der Terra-Nova-Nationalpark (englisch Terra Nova National Park of Canada, französisch Parc national du Canada Terra-Nova) ist ein kanadischer Nationalpark an der Nordostküste Neufundlands in Ostkanada entlang der Küste der Bonavista Bay. Er liegt zwischen Glovertown, im Norden, sowie Port Blandford, im Süden, und wird von der Newfoundland and Labrador Route 1, welche hier Teil des Trans-Canada Highways ist, durchquert. Er ist einer der vier Nationalparks in Kanadas Provinz Neufundland und Labrador. 
Er hat eine Fläche von 400 km² und wurde 1957 eröffnet. Damit war er der erste Nationalpark der Provinz Neufundland und Labrador.
Im Park finden sich Feuchtgebiete, Teiche und Hochmoore. Hier leben unter anderem Schneeschuhhasen, Elche und Amerikanische Nerze.
Das Gebiet wurde 2018 auch als Dark Sky Preserve (Lichtschutzgebiet) ausgewiesen.